# Belliganur, Sindhnur
Belliganur là một làng thuộc tehsil Sindhnur, huyện Raichur, bang Karnataka, Ấn Độ.